# María Solana
María Roncesvalles Solana Arana (Pamplona, 5 de octubre de 1975) es una periodista y política navarra. En 2016 fue nombrada portavoz del Gobierno de Navarra en la etapa Barkos. En 2017 sería nombrada también consejera de educación en sustitución del consejero saliente José Luis Mendoza Peña. También ha sido diputada foral por Geroa Bai.

## Biografía
María Solana nació en Pamplona, capital de la Comunidad Foral de Navarra el 5 de octubre de 1975. En 1997 se licenció en Comunicación Audiovisual por la Universidad de Navarra. También tiene el título de euskera por la Escuela Oficial de Idiomas.
Trabajó como responsable de las páginas de euskera del Diario de Noticias desde el año 2000 hasta el 2005, año en el que fue responsable de prensa y comunicación de la entidad Udalbide Elkartea al tiempo que lo compaginaba con ser responsable de Comunicación de las Campañas de «Igualdad en Fiestas» del Instituto Navarro de la Mujer. Entremedias de estos trabajos, también fue redactora y locutora del informativo en euskera de la señal territorial de RTVE en Navarra de 2003 a 2008.
Desde 2007 y hasta 2015 fue responsable de prensa y comunicación del Partido Nacionalista Vasco en Navarra. También fue colabora de Euskalerria Irratia y corresponsal en Pamplona de Herri Irratia-Radio Popular de San Sebastián.

## Trayectoria política
En las elecciones forales de 2015 fue elegida parlamentaria foral por Geroa Bai. Sólo ocupó el escaño durante un año, de mayo de 2015 a septiembre de 2016, porque fue nombrada portavoz del Gobierno Barkos. En abril de 2017 fue nombrada consejera de educación en sustitución del entonces consejero José Luis Mendoza Peña. Ocupó ambos cargos hasta 2019.
En las elecciones de 2019 volvió a estar en las listas de Geroa Bai ocupando la cuarta posición al Parlamento. Tras los comicios, Geroa Bai obtuvo 9 escaños, por lo que Solana ocupó un escaño sin problemas y no lo dejó al no ocupar ningún cargo del Primer Gobierno de María Chivite.
En las siguientes elecciones de 2023, María Solana volvió a integrar la lista de Geroa Bai al Parlamento, nuevamente en la cuarta posición. Resultó elegida parlamentaria foral hasta su nombramiento en noviembre de 2024 como miembro del Consejo de Administración de RTVE, lo que propició su dimisión del cargo de parlamentaria que fue ocupado por el alcalde alsasuarra Javier Ollo Martínez.